# Eat (Britse band)
Eat is een Britse alternatieve rockband. Ze waren actief eind jaren 1980 en begin jaren 1990 en hervormden in 2014. Ze hebben twee albums uitgebracht bij het label Fiction van The Cure. De band boekte redelijk succes in het Verenigd Koninkrijk, maar trok in het buitenland niet veel aandacht.

## Bezetting
Huidige bezetting
- Ange Dolittle
- Pete Howard
- Tim Sewell
- Jem Moorshead
- Malc Treece

Voormalige leden
- Paul Noble
- Max Noble
- Maz Lavilla

## Geschiedenis
De band begon met het spelen van een kenmerkende mix van swampblues, hiphop en funk, te horen op hun album Sell Me A God uit 1989. Op dat moment ondernamen ze tournees door Europa met The Jesus and Mary Chain en Phillip Boa. Spanningen binnen de band leidden tot de stopzetting van een tweede album in 1990, hoewel ze in oktober toerde op de achterkant van een NME-single van de week, Psycho Couch. Echter, een combinatie van interne vetes (het kwam op het punt waarop we het gewoon niet konden verdragen om in dezelfde kamer bij elkaar te zijn) leidde tot een volledige splitsing en dit betekende dat de band effectief op pauze was van 1990 tot 1992. De band keerde terug met een andere bezetting, een compleet ander geluid - van pop en psychedelica - en het album Epicure in 1993. Ondanks positieve recensies, een tournee in de Verenigde Staten met Medicine en uitgebreide airplay, volgde Eat blijkbaar zijn richting en in 1995 vertrok Ange Dolittle om zich te voegen bij de leden van The Wonder Stuff in Weknowwhereyoulive, terwijl Pete Howard zich bij zanger Miles Hunt van The Wonder Stuff voegde in zijn nieuwe project Vent 414.
Paul en Max Noble vormden U.V. Ray, die in 1991 de ep The Suitcase uitbracht en vervolgens TV Eye in 1992, met een pre-'Dennis Pennis' Paul Kaye op zang en Killer Fly (1993), met nieuwe opnamen van twee niet eerder uitgebrachte EAT-tracks als B-kanten voor Go Discs. Paul Noble en Louis Jones van T.V. Eye formeerden Warm Jets, terwijl Max Noble van tijd tot tijd opduikt met The Blue Aeroplanes. Eat werd opnieuw geformeerd om twee back-to-back uitverkochte optredens te spelen in The Half Moon, Putney in oktober 2014, met Malcolm Treece, voorheen van The Wonder Stuff, ter vervanging van Maz Lavilla op gitaar. In december 2016 bracht Eat de ep She Cries Flowers uit, hun eerste nieuwe materiaal sinds meer dan 20 jaar.

## Discografie

### Albums
- 1989: Sell Me A God
- 1993: Epicure

### Singles en ep's
- 1989: Skin
- 1989: Mr And Mrs Smack
- 1989: Tombstone
- 1989: Summer In The City
- 1990: Psycho Couch / Alien Detector
- 1992: Golden Egg
- 1992: Shame
- 1993: Bleed Me White
- 2016: She Cries Flowers

### Officiële bootlegs
- 1990: Trabant Tape (1990)